# 山花貞夫
山花貞夫（日语：／ Yamahana Sadao */?，1936年2月26日—1999年7月14日），1936年生於日本東京府，日本社會黨籍政治家。

## 生平
大學畢業於中央大学法学部法律学科，獲法學學士學位，本職是律師。1976年，以日本社會黨黨員身份於舊東京都第11區當選日本眾議院議員。1993年1月至9月，任日本社會黨委員長，期間與新進黨較為親近。1993年8月9日至1994年4月28日，於細川內閣中擔任政治改革担当大臣。
1995年，率24名議員脫離日本社會黨，後與海江田萬里等人結成市民聯盟。1996年，市民聯盟併入新成立的舊民主黨。山花貞夫也隨之加入舊民主黨、1998年隨舊民主黨一同自動加入民主黨。
1999年7月14日，因罹患心衰竭在議員任上去世，享年63歲。

## 家庭
山花家族是日本政壇為數較少的左翼政治家族，山花貞夫之父山花秀雄曾任日本社會黨副委員長。山花貞夫之子山花郁夫同樣是政治家 。